# ويكيميديا ألمانيا
ويكيميديا ألمانيا (المعروفة أيضًا باسم WMDE، ويكيميديا ألمانيا، جمعية خيرية غير ربحية تدعم تعزيز المعرفة الحرة) هي جمعية ألمانية غير ربحية مقرها برلين.  تأسست في عام 2004 وتم الاعتراف بها في ذلك العام باعتبارها الفصل الوطني الأول لمؤسسة ويكيميديا ، التي تمول وتدعم ويكيبيديا ومشاريع أخرى.
وفقًا لسجلاتها في عام 2022، كان لديها أكثر من 100000 عضو يدفعون الاشتراكات وتوظف حوالي 160 شخصًا، يعملون في مشاريع تتراوح من العلاقات العامة إلى التطوير الفني لـ ويكي بيانات إلى دعم المجتمع للمساهمين في ويكيبيديا والمشاريع الشقيقة. لدى المنظمة فريق خاص لجمع التبرعات ويتم دعمها جزئيًا من خلال اشتراكات أعضائها. كما أنها تدعم بشكل مباشر الوصول إلى المعرفة المجانية وتطويرها خارج مشاريع ويكيميديا، وتستضيف القمة السنوية للمنظمات الداعمة لمؤسسة ويكيميديا.